# Prochaetopsis bicolor
Prochaetopsis bicolor är en tvåvingeart som först beskrevs av Malloch 1932.  Prochaetopsis bicolor ingår i släktet Prochaetopsis och familjen lövflugor. Inga underarter finns listade i Catalogue of Life.